# BoJack Horseman
BoJack Horseman é uma série de animação adulta de comédia dramática americana criada por Raphael Bob-Waksberg. A série é estrelada por Will Arnett como o personagem principal, BoJack Horseman. O elenco secundário também inclui Aaron Paul, Amy Sedaris, Alison Brie, Paul F. Tompkins e Minae Noji. A primeira temporada da série estreou em 22 de agosto de 2014, na Netflix.
A série é elogiada não só pela sátira que faz à indústria do entretenimento, mas também por sua abordagem realista ao lidar com temas como depressão, trauma, vício, comportamento autodestrutivo, racismo, sexismo e a condição humana.
Com aclamação universal pela crítica, BoJack Horseman foi nomeada como "a melhor animação do século 21" pela BBC; "a mais importante série de animação desde The Simpsons", pela Time; "a melhor série da Netflix de todos os tempos", pelo sites UPROXX e Thrillist; e "a melhor série de animação de todos os tempos", pelo IndieWire.

## Ambientação
A série é ambientada em um mundo onde os seres humanos e animais antropomórficos vivem lado a lado, enfocando especificamente a vida decadente da estrela do seriado dos anos 90, BoJack Horseman, enquanto ele planeja realizar um triunfal retorno à relevância de celebridade com uma biografia, que conta tudo que ele dita para sua ghostwriter, Diane Nguyen. BoJack também tem de lidar com as demandas da Princesa Carolyn, sua agente; Todd, seu colega e o Sr. Peanutbutter, um cão de uma sitcom dos anos 90 que claramente trata-se de um plágio de Horsin' Around.

## Personagens
| Will Arnett         | Hércules Franco                                | BoJack Horseman   | Regular    | Regular    | Regular    | Regular    | Regular    | Regular    |  |  |  |
| Aaron Paul          | Guto Nejaim                                    | Todd Chavez       | Regular    | Regular    | Regular    | Regular    | Regular    | Regular    |  |  |  |
| Paul F. Tompkins    | Raphael Rossatto                               | Sr. Peanutbutter  | Regular    | Regular    | Regular    | Regular    | Regular    | Regular    |  |  |  |
| Alison Brie         | Marcela Duarte                                 | Diane Nguyen      | Regular    | Regular    | Regular    | Regular    | Regular    | Regular    |  |  |  |
| Amy Sedaris         | Marcia Coutinho                                | Princesa Caroline | Regular    | Regular    | Regular    | Regular    | Regular    | Regular    |  |  |  |
| Recorrentes         |                                                |                   |            |            |            |            |            |            |  |  |  |
| Kristen Schaal      | Evie Saide                                     | Sarah Lynn        | Recorrente | Recorrente | Recorrente | Recorrente | Recorrente | Recorrente |  |  |  |
| John Krasinski      | Márcio Dondi Ricardo Schnetzer Hércules Franco | Secretariat       |            | Memorias   |            |            |            |            |  |  |  |
| Olivia Wilde        | Georgea Rodrigues Sarito Rodrigues             | Charlotte Moore   | Recorrente | Recorrente |            |            |            |            |  |  |  |
| Stanley Tucci       | Ricardo Schnetzer                              | Herb Kazzaz       | Recorrente |            |            |            |            |            |  |  |  |
| Lisa Kudrow         | Sarito Rodrigues                               | Wanda Pierce      |            | Recorrente |            |            |            |            |  |  |  |
| Celebridades        |                                                |                   |            |            |            |            |            |            |  |  |  |
| Yvette Nicole Brown |                                                | Beyoncé           | Aparição   |            |            |            |            |            |  |  |  |

## Episódios
| Temporada | Temporada | Episódios | Episódios             | Originalmente lançado  |                        |
| --------- | --------- | --------- | --------------------- | ---------------------- | ---------------------- |
|           | 1         | 12        | 12                    | 22 de agosto de 2014   |                        |
|           | Especial  | Especial  | Especial              | 19 de dezembro de 2014 | 19 de dezembro de 2014 |
|           | 2         | 12        | 12                    | 17 de julho de 2015    |                        |
|           | 3         | 12        | 12                    | 22 de julho de 2016    |                        |
|           | 4         | 12        | 12                    | 8 de setembro de 2017  |                        |
|           | 5         | 12        | 12                    | 14 de setembro de 2018 |                        |
|           | 6         | 16        | 8                     | 25 de outubro de 2019  |                        |
| 8         | 6         | 16        | 31 de janeiro de 2020 |                        |                        |

## Recepção
Apesar de terem feito comentários mistos em sua estreia, os críticos foram notavelmente mais positivos em relação à segunda metade da primeira temporada, antes de aclamarem universalmente as temporadas seguintes. Sua temporada mais aclamada pela crítica é a sexta, a qual obteve nota 93/100 pela média dos críticos no Metacritic.
O The New York Times descreveu a primeira temporada da série como "...hilariante e irreverente". No Slate, Willa Paskin também esteve entusiasmada com a primeira temporada: "Muitas vezes é muito inteligente, e, além disso, bem afinada com o absurdo tipo de baixo nível de fama que rodeia BoJack."; e comparou a temporada com 30 Rock em sua capacidade de "apresentar grandes ideias sem ter que comprometer-se a elas."
Em sua resenha sobre os 6 primeiros episódios da série, Erik Adams deu uma nota C+; Adams escreveu que a série "satiriza o vazio da celebridade, mas o faz sem qualquer novidade ou verdadeiro discernimento."
Em sua resenha para a quarta temporada, o IndieWire deu à série a nota máxima, A, comentando que "até o final da temporada, conhecemos esses personagens, e essa série, muito melhor do que nunca. Os tropos de assinatura de BoJack - as piadas visuais de fundo, os trocadilhos de animais, os momentos brutais de tristeza - permanecem consistentemente consistentes, mas o foco volta em grande parte para dentro, garantindo que algumas das parcelas mais extravagantes suportem e destaquem os argumentos mais emocionais."
Em 2017, a série recebeu o prêmio de "Distinção Especial para Séries de Televisão" do Festival de Cinema de Animação de Annecy.
Em 2019, na 71ª cerimônia do Emmy Award, a série foi indicada pela primeira vez a "Melhor Programa Animado", pelo seu episódio da quinta temporada "Free Churro".